# Xylophanes monzoni
Xylophanes monzoni é uma mariposa da família Sphingidae. É conhecida a partir da Guatemala.
O comprimento das asas dianteiras é de aproximadamente 41 millimetres (1,6 in). É semelhante à Xylophanes falco, mas geralmente mais escura. Além disso, a parte inferior do abdómen carece das duas linhas longitudinais cinza.